# Hypochniciellum luteolum
Hypochniciellum luteolum är en svampart som beskrevs av Hjortstam & Ryvarden 2000. Hypochniciellum luteolum ingår i släktet Hypochniciellum och familjen Atheliaceae.   Inga underarter finns listade i Catalogue of Life.